# Port lotniczy Roskilde
Port lotniczy Roskilde (IATA: RKE, ICAO: EKRK) – port lotniczy położony w Roskilde, w Danii.

## Linie lotnicze i połączenia
| Linia lotnicza      | Kierunek                        |
| ------------------- | ------------------------------- |
| Copenhagen Air Taxi | 1. Anholt 2. Læsø               |
| Starling Air        | 1. Ærø 2. Ringsted 3. Svendborg |